# Ocymyrmex picardi
Ocymyrmex picardi är en myrart som beskrevs av Auguste-Henri Forel 1901. Ocymyrmex picardi ingår i släktet Ocymyrmex och familjen myror. Inga underarter finns listade i Catalogue of Life.